# Reserva Especial do Niassa
A Reserva Especial do Niassa é uma área protegida de Moçambique, localizada nas províncias de Cabo Delgado e Niassa, no norte do país. Tem uma extensão de 42.400 km2, incluindo sua Zona tampão, e é a maior área protegida do país. Em Junho de 2020 o nome da reserva foi alterado de Reserva Nacional do Niassa para a denominação actual.
A norte, é limitada pelo rio Rovuma, que faz papel de fronteira com a Tanzânia. Um de seus afluentes, o rio Lugenda, atravessa a reserva pelo sul formando meandros ao longo de 360 km de sudoeste a nordeste, onde desemboca no rio Rovuma em Negomano. Em seu percurso para o este, o Lugenda passa sob a montanha de Mecula (1.441 m) ponto mais alto da reserva, rodeada de vegetação. Depois dirige-se para o leste através de bosques de Pandanus, uma espécie de palmeira tropical, atravessa uma zona de gargantas rochosas e se abre em uma zona de riberas arenosas nas quais abundam aves conhecidas como rincópidos (Rynchopidae) africanos (African skimmers). Além do Lugenda há outros rios que, ou são afluentes deste, ou desembocam para o norte no próprio Rovuma.
Além das montanhas Mecula e Jodo, há numerosos inselbergs de granito na região que contêm pinturas rupestres e são sagrados para as comunidades locais.
A Reserva Especial de Niassa é duas vezes maior que o Parque Nacional Kruger, na África do Sul.

## História
A Reserva Especial do Niassa foi fundada em 1960 (Diploma Legislativo n.º 2884 de 23 de Julho de 1960), quando Moçambique era ainda o África Oriental Portuguesa, e os portugueses chamavam a região de "O Fim do Mundo". No entanto, não recebeu proteção alguma até o final da Guerra Civil Moçambicana, com a assinatura do Acordo Geral de Paz de Roma. Desde então, o governo de Moçambique tem posto em marcha diversos mecanismos para proteger a ecologia do norte do país.
Durante os anos setenta e oitenta, enquanto durou a guerra civil, a caça realizou-se de forma extensiva. A criação da SGDRN (Sociedade para a Gestão e o Desenvolvimento da Reserva de Niassa) em 1998 tem permitido uma recuperação parcial da fauna, e isso tem permitido que na atualidade sejam realizados safaris fotográficos e se possam observar os "cinco grandes" (leão, leopardo, elefante, rinoceronte e búfalo).

## Vegetação e fauna

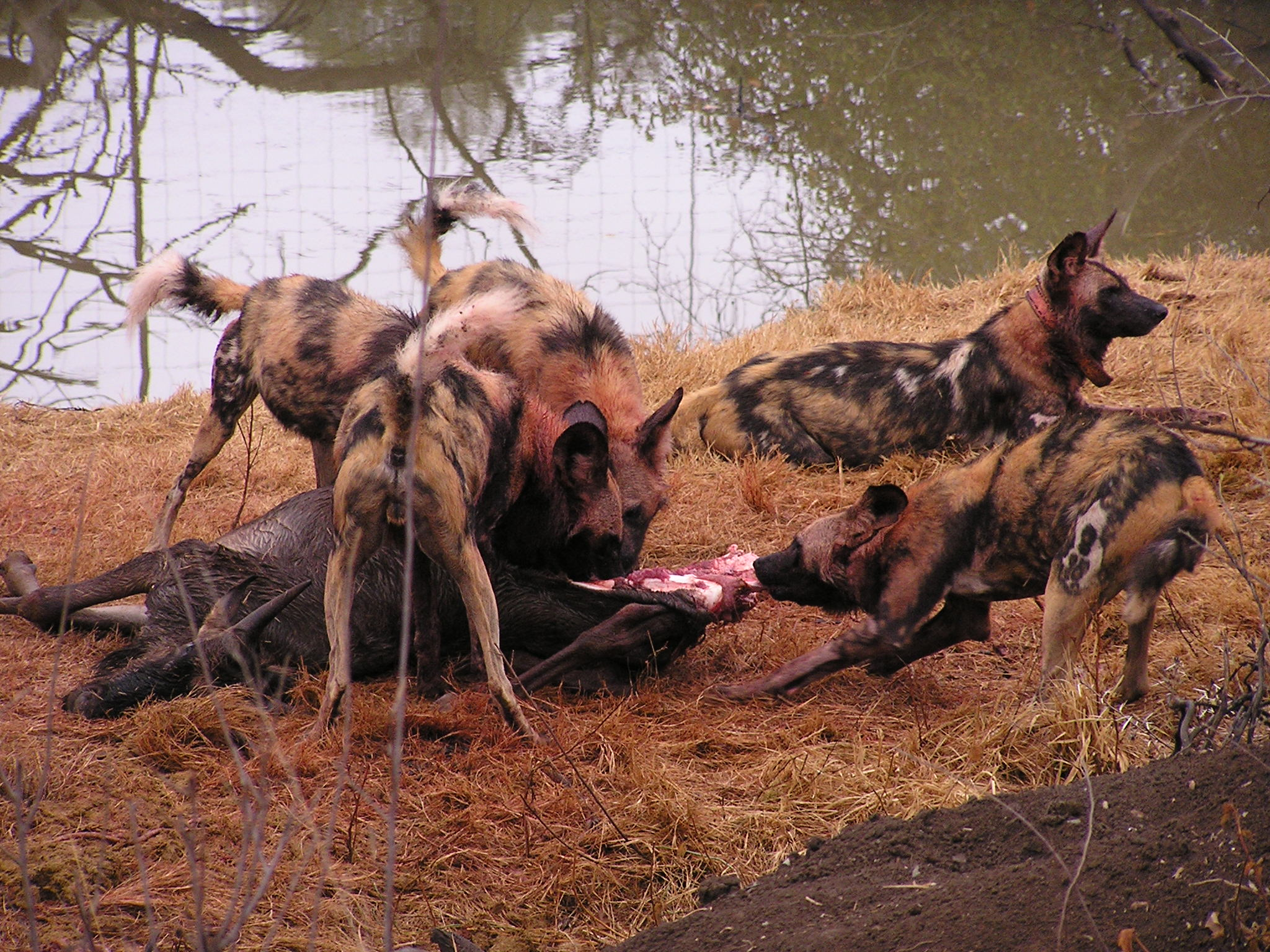
Mabeco, uma das espécies protegidas na reserva. A imagem é da Reserva de caça de Madikwe, na África do Sul.

Niassa faz parte da savana arbolada de miombo oriental, uma ecorregião que cobre um área de quase meio milhão de km2 entre o sul de Tanzânia, o norte de Moçambique e o sudeste de Malaui. Metade da reserva é coberta por bosques de miombo, um género de árvores que abarca uma grande quantidade de espécies que formam bosques não demasiado fechados. Caracterizam-se por mudar de cor durante as estações: de dourado e roxeado, em época seca, a verde, quando começa a época das chuvas. O resto da reserva é em sua maior parte savana aberta com algumas zonas húmidas isoladas e manchas de bosque. Calcula-se que há umas 190 espécies de árvores e arbustos.
Em 2012 estimava-se que na reserva tinha entre 12.000 elefantes, 10.000 Palancas-negras, 800 leões e 200 mabecos, esta última espécie em perigo de extinção. Ademais, há grandes populações de búfalos africanos, impalas, gnus, zebras e leopardos. Três espécies são endémicas, o gnu de Niassa (Connochaetes taurinus johnstoni), a zebra de Boehm (Equus burchelli boehmi) e o impala de Johnston (Aepyceros melampus johnstoni). Há 8 tipos de mangosta e 24 de carnívoros, além de entre 300 e 400 espécies de aves. 
No leito do rio, especialmente nas zonas rochosas, encontram-se hipopótamos e crocodilos.

## Clima
O clima é o típico da província de Niassa, na qual está incluída a reserva. A temperatura média anual de Cuamba, é de 24 °C, ainda que encontre-se a 500 m de altitude. Na reserva há zonas mais baixas e quentes, em torno dos 200 m. A temporada de chuvas vai de dezembro a abril, oscilando de 18 a 21 semanas nas zonas altas.  Nas orlas do lago Niassa caem em torno de 1300 mm de chuva anuais, mas diminuem para o este, e em Cuamba oscilam entre 800 e 1000 mm. O mês mais frio é julho, com temperaturas que podem baixar a 10 °C, enquanto o mais quente é outubro, em que passam de 35 °C ao meio dia e não baixam de 20 °C pela noite.

## População
Calcula-se que na Reserva Especial do Niassa haja 40.000 habitantes, pertencentes a 50 povos distintos. Em 2007 só havia 25.000 pessoas, o que dá uma ideia do rápido aumento da população. A maioria eram das etnias yao e makua com alguns ngoni, marawe e matambwe. A reserva possui muitos inselbergs de granito baixo, nos quais se pode encontrar uma arte rupestre geométrica que não tem mais de 4000 anos. Alguns as atribuem aos pigmeus ba-twa, vizinhos dos san, que viveram no norte de Moçambique a princípios do século XX.
O rio Lugenda, que atravessa a reserva, provê uma indústria pesqueira (tens mais de 40 espécies de peixes) que conhece 24 técnicas de pesca diferentes, incluindo armadilhas de bambú. O pescado vende-se geralmente na Tanzânia.
Apesar disso a região é amplamente desabitada, já que os cultivos são impossíveis devido a elefantes, babuínos e ao Potamochoerus larvatus. Também, a presença de mosca tse tse e da doença do sono impedem a presença de gado.

## Turismo
O turismo é muito escasso neste lugar devido ao isolamento e à falta de instalações. Não obstante, há que ter em conta que na reserva há diversas populações e uma rede de estradas e pistas florestais de 1.200 km. O parque deve-se visitar na estação seca, entre abril e dezembro, ainda que a melhor época seja entre junho e outubro. Na época húmida, muitos caminhos tornam-se intransitáveis.
O quartel geral da reserva encontra-se em Mbatamila, no centro do parque, sob a montanha de Mecula e bem perto do povoado do mesmo nome, de uns 5.000 habitantes. As estações de combustível mais próximas encontram-se em Lichinga, fora do parque, a 460 km, em Cuamba, a 400 km, e em Montepuz, a 375 km. O melhor lugar para passar uns dias é o Lugenda Bush Camp, o primeiro investidor a desenvolver atividades de safari ecológicos na reserva.

## A área transfronteiriça
A reserva faz parte de um projeto de Área de Conservação Transfronteiriça que se juntaria com a Reserva de Caça de Selous (mais de 50.000 km2), situada no sudeste de Tanzânia, mediante o chamado Corredor de Vida Selvagem Selous-Niassa. A falta de barreiras entre ambas reservas tem permitido a emigração de animais e a recopilação de Niassa, que foi muito prejudicada pela guerra civil.